# موش خاردار معمولی
موش خاردار معمولی یا موش خاردار مصری (نام علمی: Acomys cahirinus) گونه‌ای موش خاردار است که در شمال آفریقا و مصر، همچنین منطقه خاورمیانه زندگی می‌کند.
این موش دارای اندازه کوچک و کمی بزرگ‌تر از موش خانگی است. موهای پشت بدن آن خاری‌شکل هستند. دمش از طول سر و بدن بزرگ‌تر است. گوش‌های آن تقریباً بزرگ و خاکستری هستند. این موش سبیل‌های بلند سفید و قهوه‌ای دارد. کف دست‌های آن برهنه است و پنج پینه اصلی ئ تعدادی پینه فرعی در آن دیده می‌شود. در کف پاها نیز ۶ پینه اصلی و تعدادی فرعی وجود دارند. رنگ موها در سطح پشت دم از قاعده به سوی نوک دم تیره‌تر می‌شود و در سطح شکمی دم به صورت یکنواخت سفید است. موهای پشت بدن کرمی آهویی با نوک تیره هستند.